# Benbow (Kalifornija)
Benbow je naseljeno područje za statističke svrhe u američkoj saveznoj državi Kalifornija. Prema popisu stanovništva iz 2010. u njemu je živjelo 321 stanovnika.